# Józef Paczkowski (żołnierz)
Józef Paczkowski (ur. 20 lutego 1913 w Monasterzyskach, zm. 1 maja 1945 w Berlinie) – polski żołnierz, artylerzysta, ślusarz.

## Życiorys
Urodził się w biednej rodzinie ślusarza. Ukończył szkołę powszechną i rzemieślniczą (ślusarstwo). Został powołany do wojska do artylerii. W 1935 ukończył szkołę podoficerską i uzyskał stopień kaprala. W 1939 został zmobilizowany jako jeden z dowódców działonów w 6 dywizjonie artylerii konnej. Walczył pod Łęczycą, Kutnem i brał udział w obronie Warszawy (m.in. na Młocinach). Został wzięty do niewoli przez Niemców, skąd zbiegł. Z Mazur, przez Małkinię przedostał się do Monasterzysk. Wrócił do zawodu ślusarza. Pracował w Buczaczu, Tarnopolu, a potem został przewieziony w głąb Związku Sowieckiego. W 1941 zgłosił się do wojska, jednak uznano, że jest cenny dla przemysłu i dopiero w 1943 zasilił szeregi polskiej dywizji imienia Tadeusza Kościuszki w Sielcach nad Oką, gdzie został mianowany dowódcą jednego z działonów w obrębie 2 pułku piechoty w baterii artylerii. Walczył pod Lenino, a 22 lipca 1944 przekroczył Bug. 14 września 1944 walczył na warszawskiej Pradze, zajmując m.in. Dworzec Wileński, Park Praski i ZOO. 17 stycznia 1945 brał udział w zajmowaniu Warszawy, a potem walczył pod Bydgoszczą i na Wale Pomorskim. Za zasługi bojowe został awansowany na stopień ogniomistrza i mianowany dowódcą plutonu armat. Za wykazanie się wyjątkową odwagą na polu walki, umiejętne dowodzenie i osobiste męstwo w bojach na Wale Pomorskim został awansowany do stopnia chorążego. 
W trakcie walk o Berlin wyróżniał się wyjątkowo mężną postawą, pełniąc rolę dowódcy plutonu artylerii. W trakcie prowadzenia ognia na wprost z bliskiej odległości na Berliner Strasse został śmiertelnie postrzelony przez Niemca. 
Został odznaczony Krzyżem Walecznych. 

## Upamiętnienie
5 maja 1975, z okazji 30-lecia zakończenia II wojny światowej, jego imię otrzymał 2 Berliński pułk zmechanizowany. Jest też patronem Szkoły Podstawowej nr 236 w Warszawie (Ulrychów) i Zespołu Szkół Zawodowych nr 2 w Skierniewicach. 